# Cesáreo Victorino
Cesáreo Victorino Mungaray (Città del Messico, 19 marzo 1979) è un ex calciatore messicano, di ruolo centrocampista.

## Biografia
Possiede la cittadinanza spagnola, avendo sposato una ragazza di Valencia. Ha una sorella, che è sposata con un cittadino di Padova.

## Carriera

### Club
Centrocampista offensivo o regista, debutta nella stagione 1996-1997, nella partita Pachuca-Veracruz (3-2); gioca solo gli ultimi quindici minuti della partita. Nella stagione successiva inizia ad imporsi come titolare, giocando dall'inizio dieci delle sedici partite a cui prende parte; nel 2001 si trasferisce al Cruz Azul, dove rimane per due stagioni, segnando due gol in venti partite. Nel 2002 torna brevemente al Pachuca, dove passa due stagioni prima di tornare al Cruz Azul; l'alternanza tra le due squadre si conclude nel 2006 quando passa al Pumas UNAM, dove gioca però solo otto partite.
Nel 2005 firmò per la squadra italiana del Padova, ma il contratto non fu mai convalidato in quanto il giocatore era extracomunitario e in Serie C non era consentito tesserarne.
Nel 2008 giocò nel Puebla, dopo aver passato tre stagioni al Veracruz.

### Nazionale
Dal 1998 al 2001 ha giocato nella nazionale messicana, totalizzando 13 presenze.